# Paraphyllina ransoni
Paraphyllina ransoni är en manetart som beskrevs av Russell 1956. Paraphyllina ransoni ingår i släktet Paraphyllina och familjen Paraphyllinidae. Inga underarter finns listade i Catalogue of Life.